# Anton Hafner (vojak)
‎
Anton Hafner, slovenski vojak in upornik, * 6. maj 1887, Godešič, † 16. maj 1918, Judenburg, Avstrija.

## Življenjepis
Anton Hafner je bil glavni voditelj vojaškega upora slovenskih vojakov dopolnilnega bataljona 17. pehotnega polka od 12. do 15. maja 1918 v Judenburgu.
Hafner, po poklicu tesar, je bil železniški delavec. Leta 1914 je bil poslan na fronto v Galicijo, kjer je bil dvakrat ranjen. Zaradi posledic ran je bil od 1915 dalje zaposlen kot sprevodnik pri vojaških transportih. Aprila 1918 je bil ponovno vpoklican v vojaško službo v dopolnilni bataljon 17. pešpolka, ki je bil nastanjen v Judenburgu. Tu je pripravljal upor, ki pa je bil zadušen. Po zadušitvi upora je bil aretiran in 15. maja postavljen pred naglo vojaško sodišče. Naslednji dan je bil skupaj s še tremi tovariši obsojen na smrt in ustreljen.